# Ciro Carbone
Ciro Carbone (* 24. Juli 1978) ist ein italienischer Fußballschiedsrichterassistent. Er steht als dieser seit 2019 sowie als Video-Assistent seit 2021 auf der Liste der FIFA-Schiedsrichter.

## Karriere
Als Assistent begleitete er nebst vielen Partien auf nationaler Ebene unter anderem international nebst Begegnungen auf Klub-Ebene, auch Spiele von Nationalmannschaften. Hierbei war er unter anderem bei der UEFA Nations League vertreten. Zur Weltmeisterschaft 2022 wurde er ins Aufgebot der Assistenten berufen.